# Parsuna
Parsuna (od łac. persona) – nazwa portretów świeckich malowanych w Rosji od końca XVI do początków XVIII wieku
Parsuny wywodzą się z malarstwa ikonowego, korzystając z jego schematów przedstawieniowych i technik. W XVII w. pojawiły się bardziej realistyczne ujęcia postaci i tła, co wiązało się z oddziaływaniem z Rzeczypospolitej wzorców portretu sarmackiego. Terminem parsun określano także portrety ukraińskie oraz białoruskie.
Początkowo parsuny przedstawiały głównie władców i przedstawicieli rosyjskiej arystokracji. Ważnym ośrodkiem tego rodzaju malarstwa była Orużenaja Pałata (pracujący na potrzeby carów zespół pracowni na moskiewskim kremlu). W XVIII w. malarstwo parsunowe stało się domeną prowincjonalnych malarzy ikon, wykonujących portrety na zamówienie. Najdłużej parsuny podobały się rosyjskim kupcom, którzy aż do I poł. XIX w. kazali się najczęściej przedstawiać, w charakterystyczny dla malarstwa parsunowego sposób.

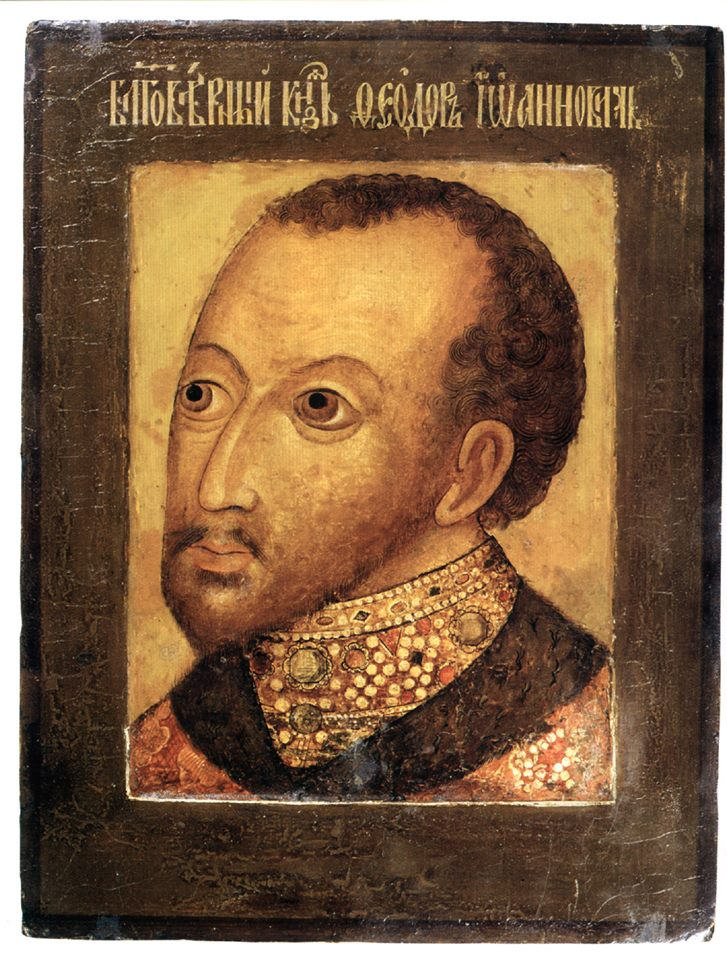
Fiodor I
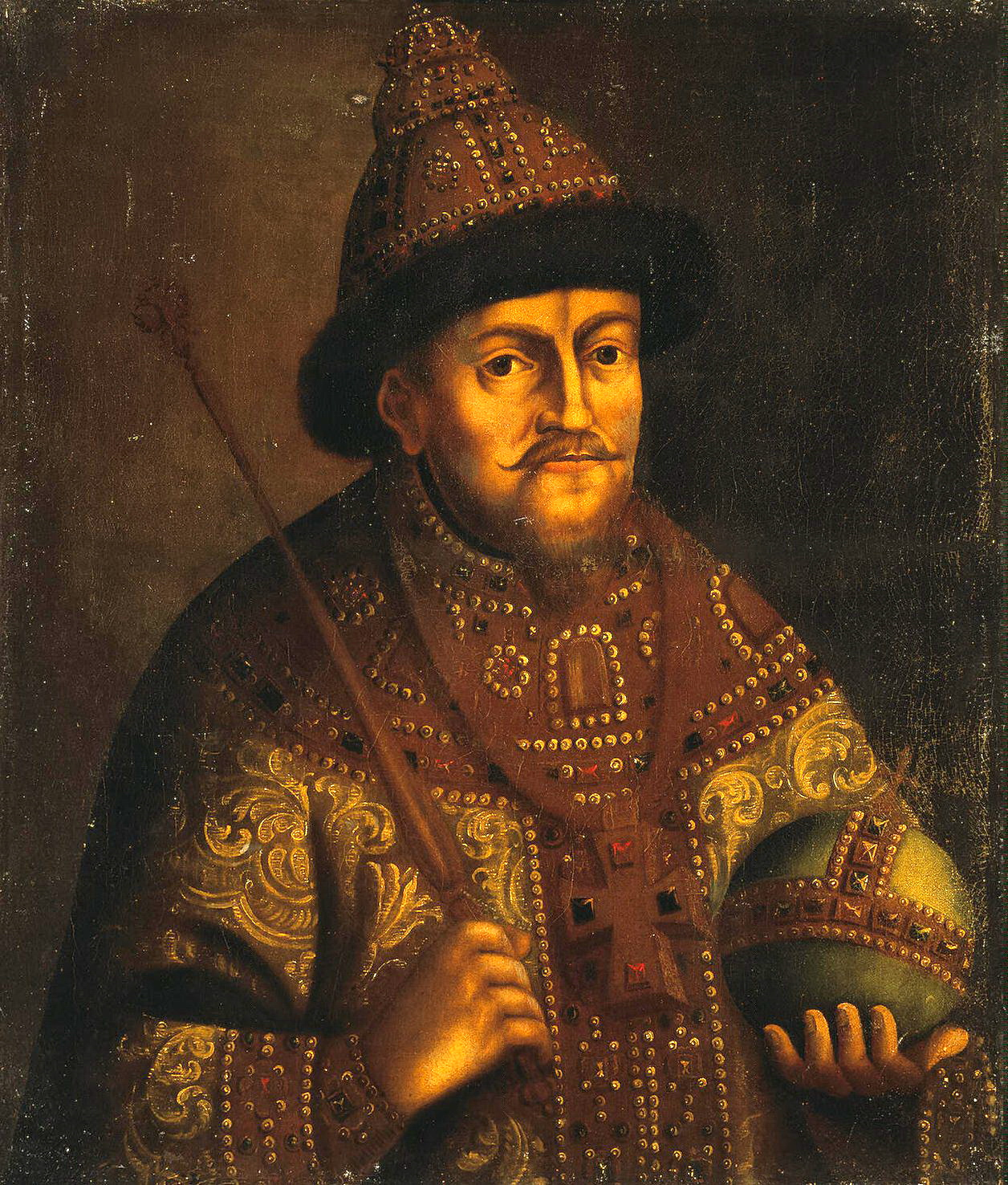
Michał I
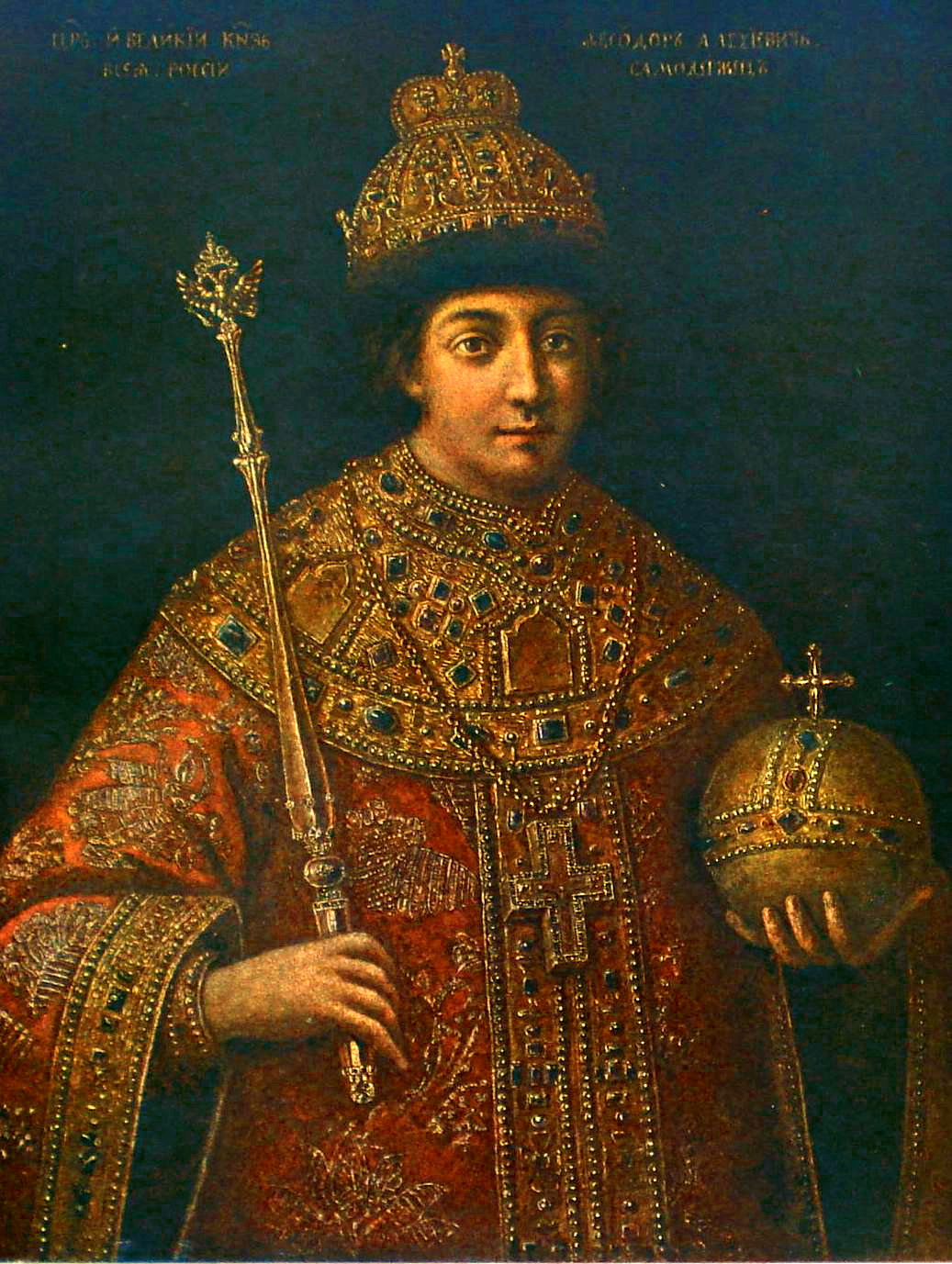
Fiodor III
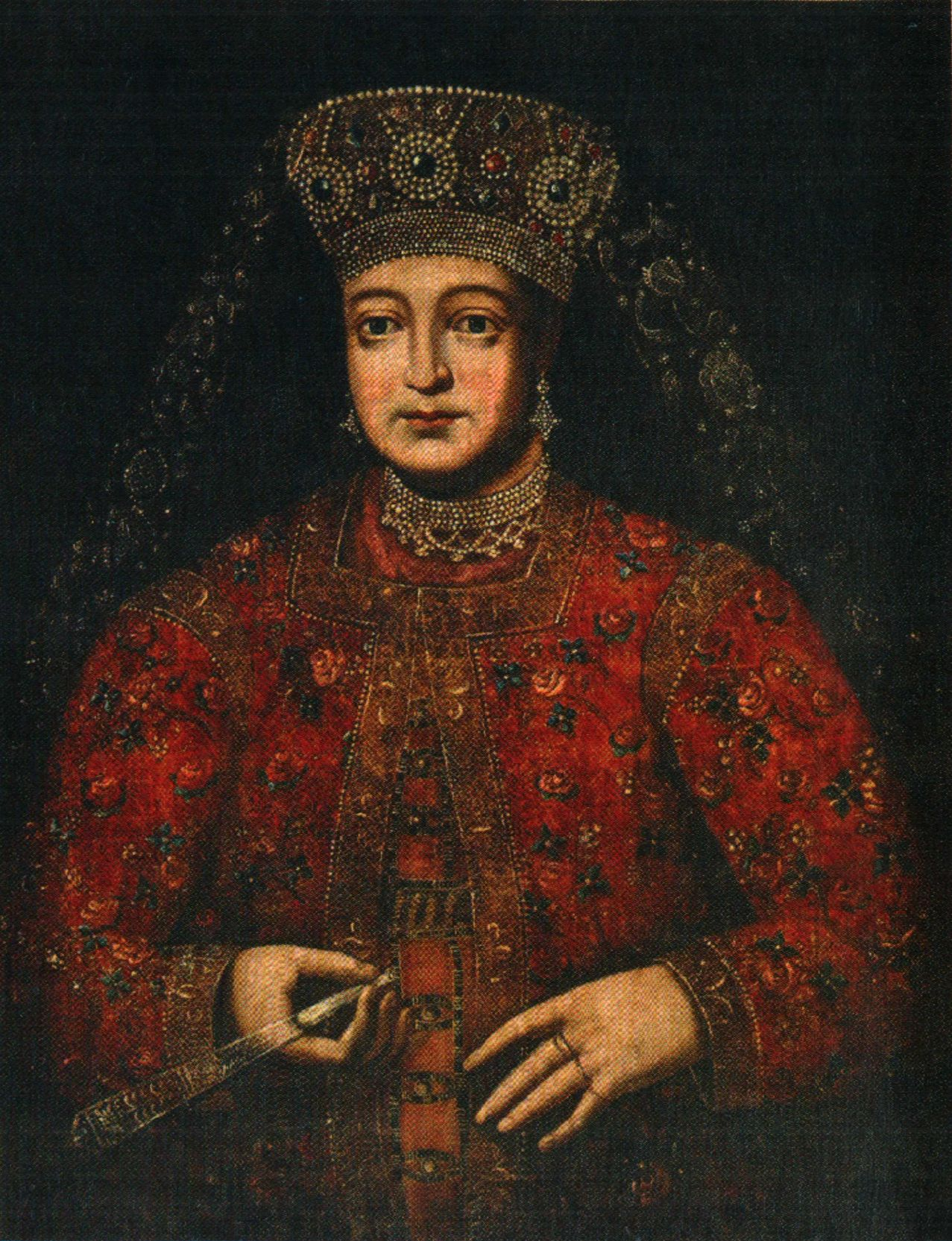
Marfa Apraksina
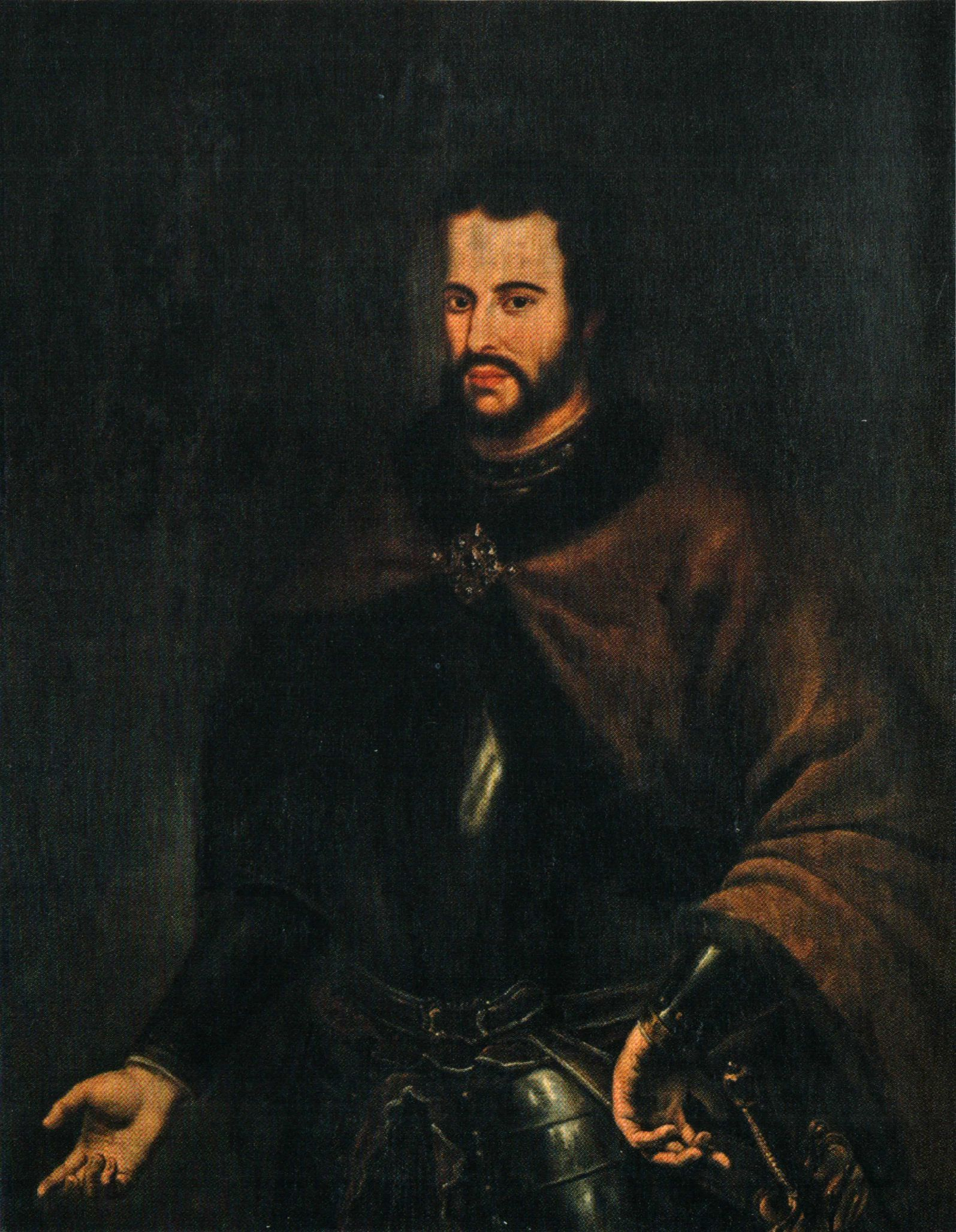
Iwan V
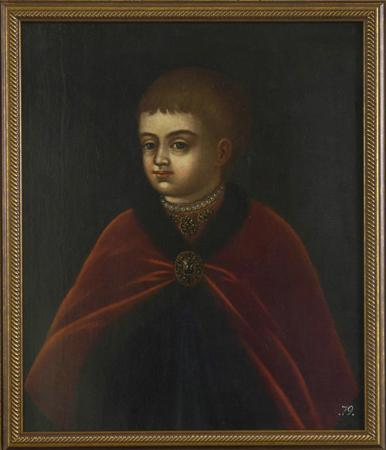
Piotr I
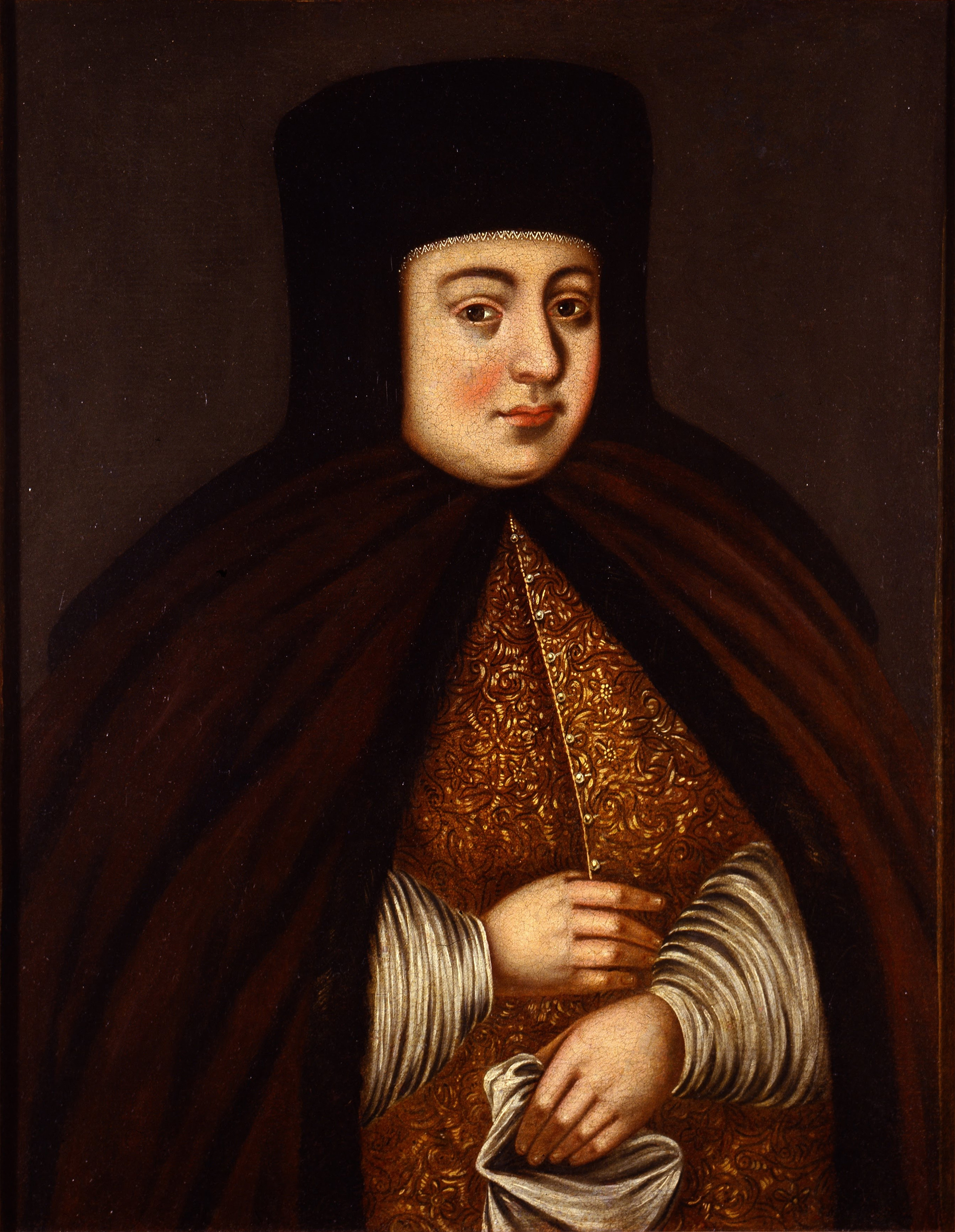
Natalia Naryszkina
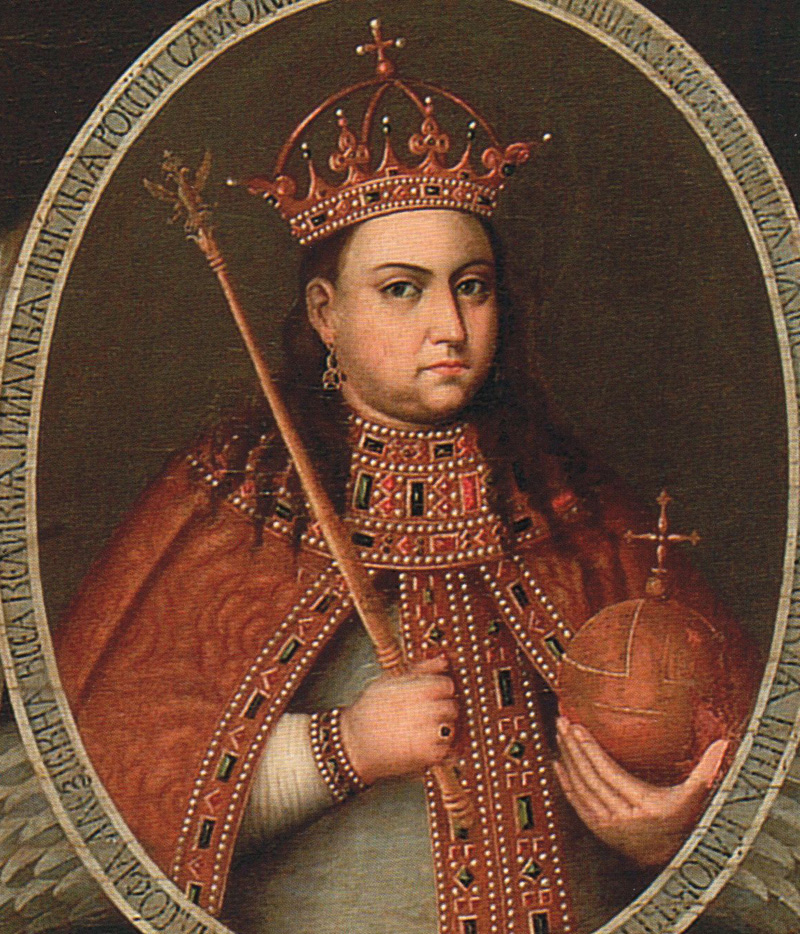
Zofia Romanowa
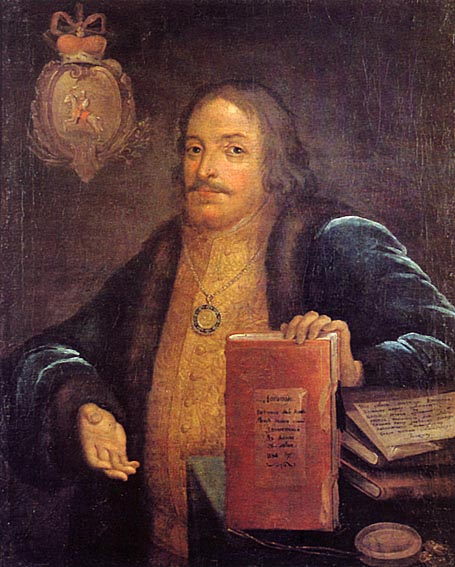
Wasilij Golicyn
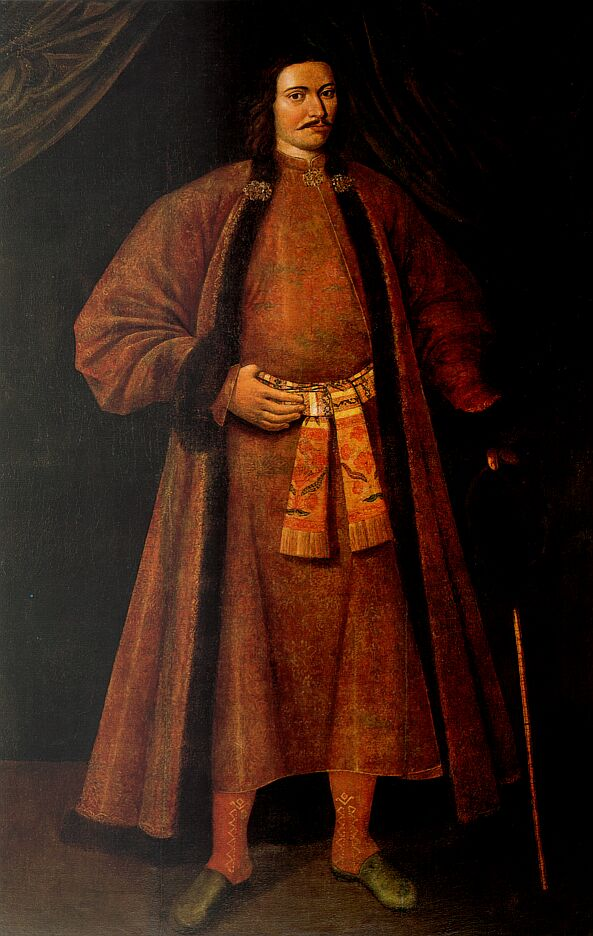
Lew Naryszkin
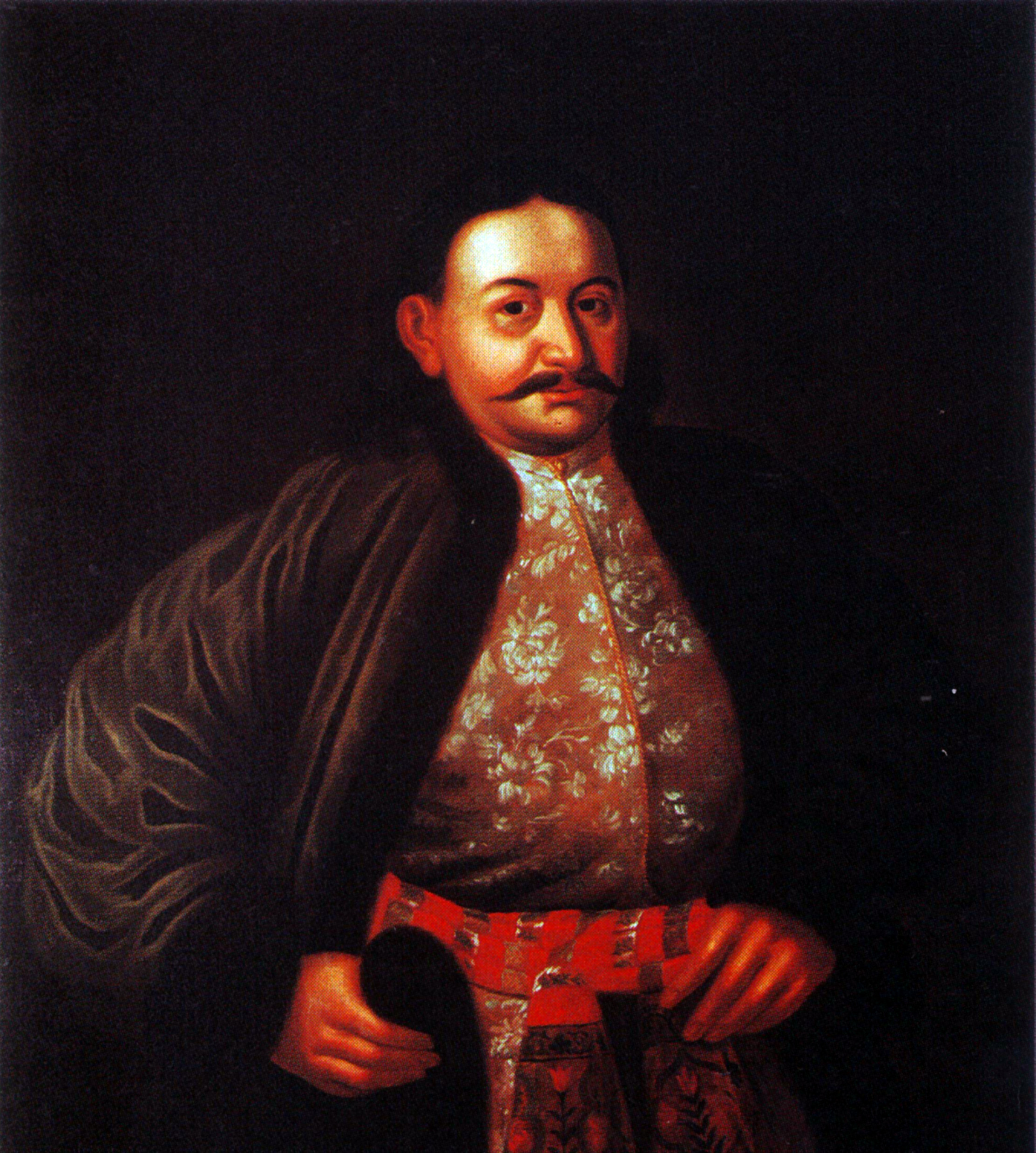
Fiodor Romodanowski
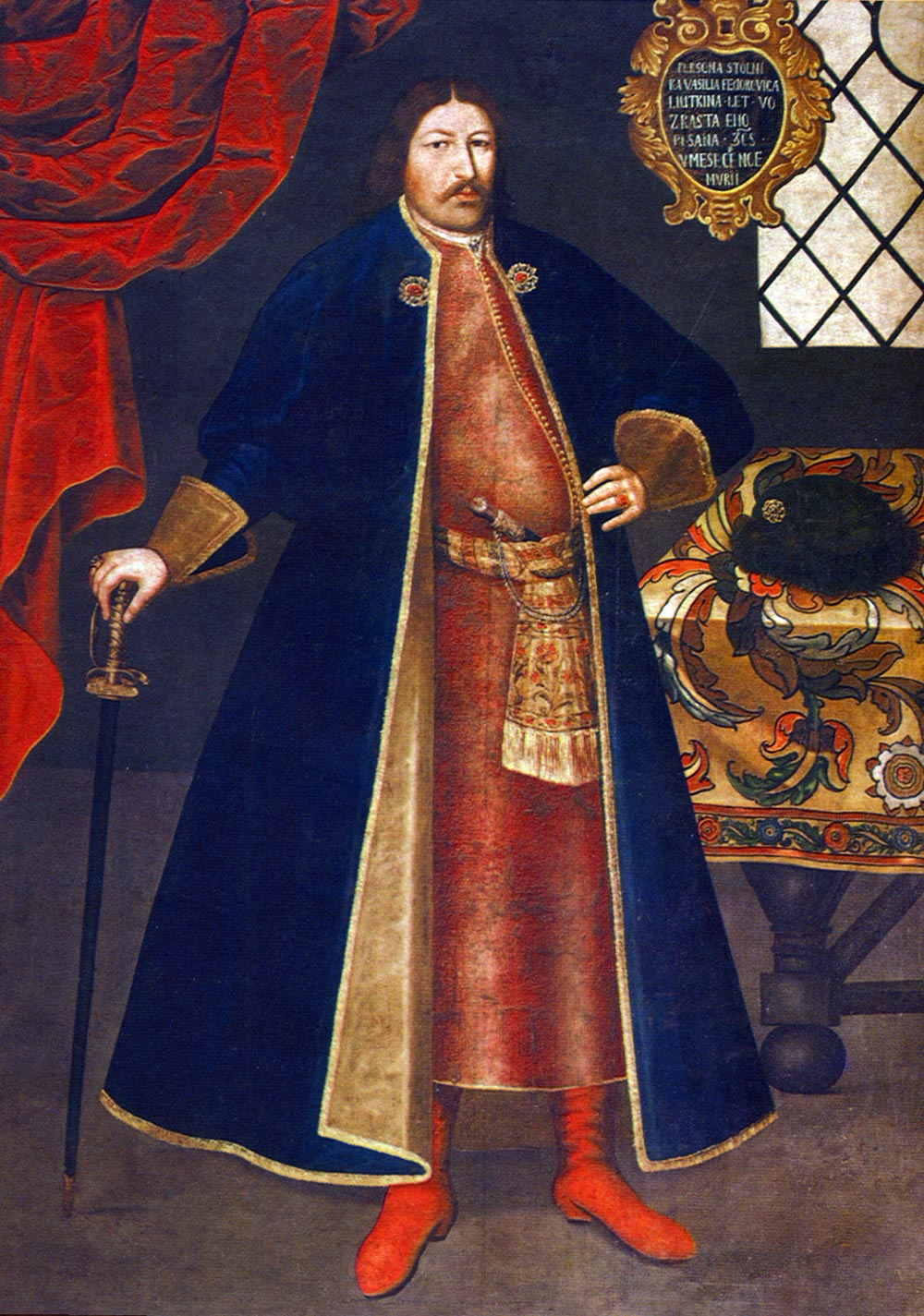
Wasilij Lutkin
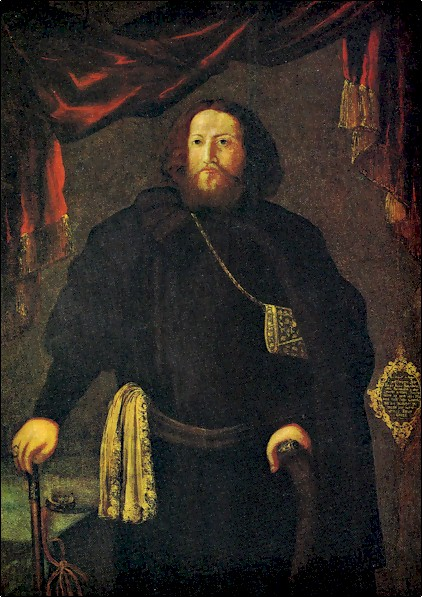
Boris Prozorowski
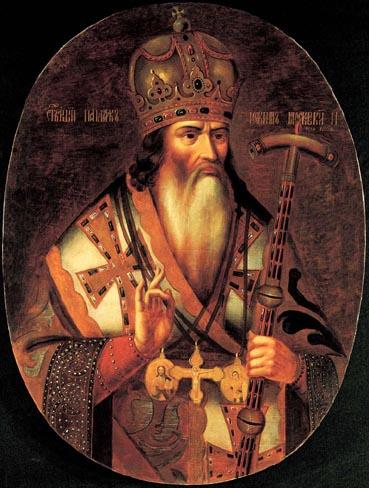
Patriarcha Joachim
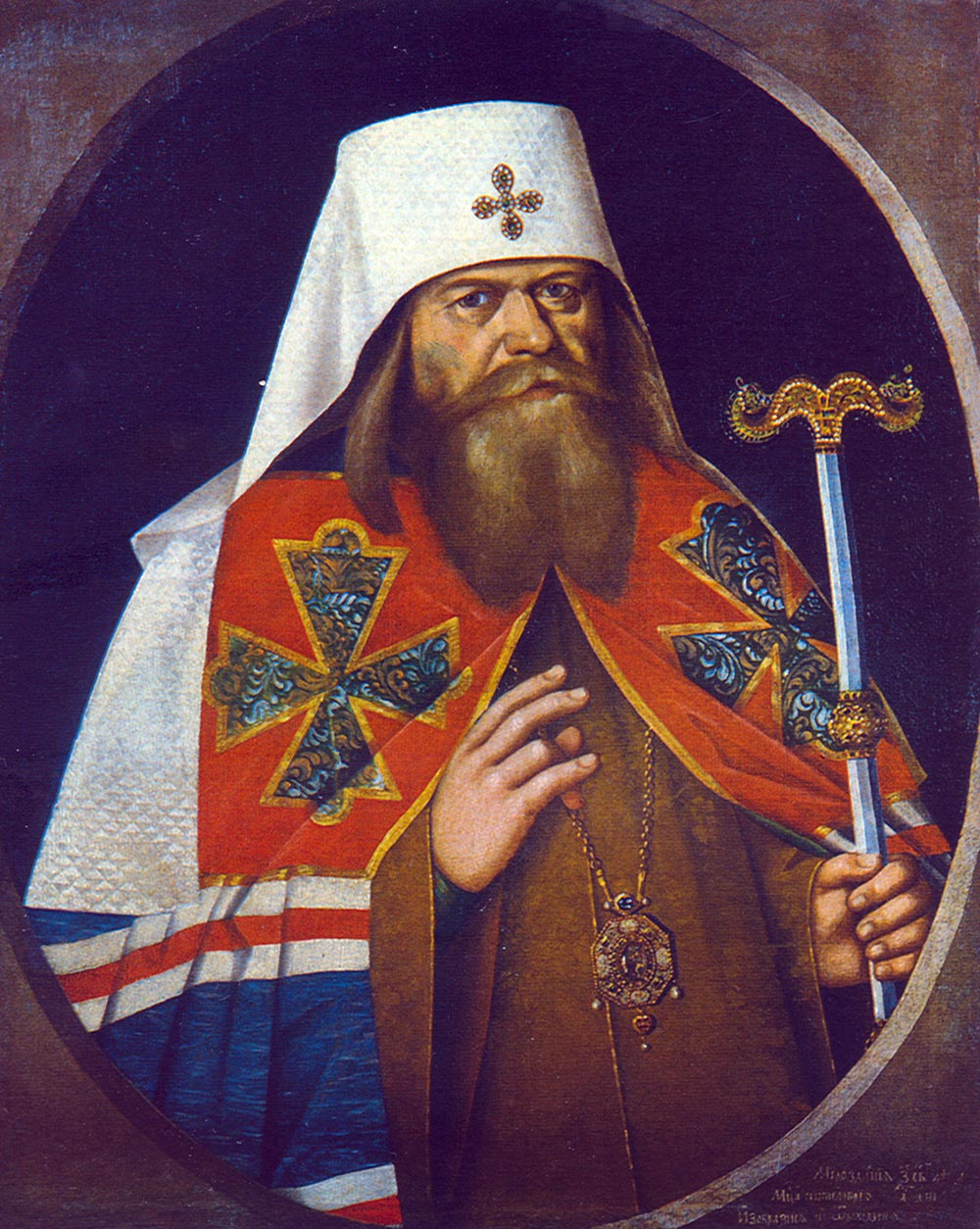
Patriarcha Adrian
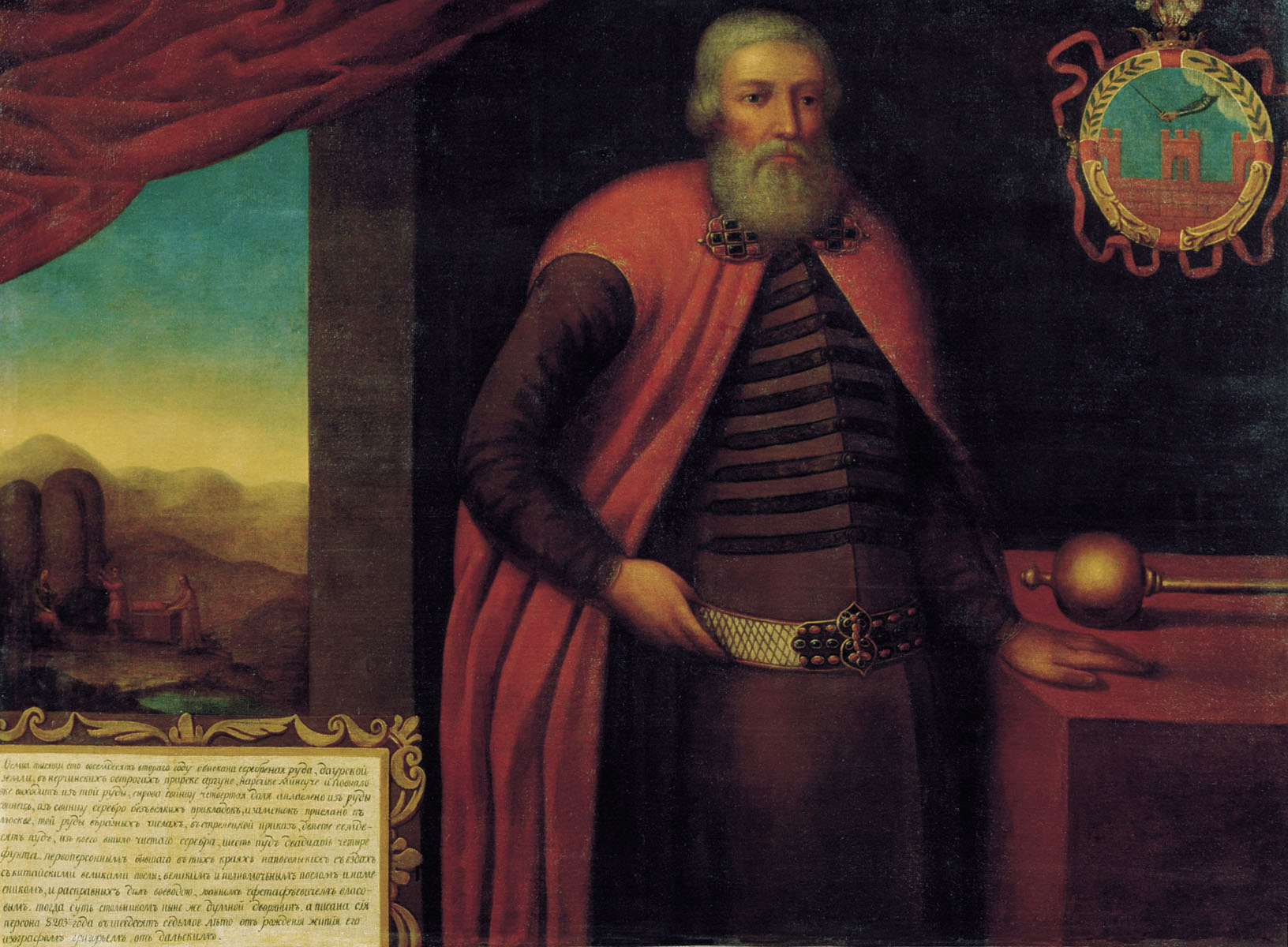
Iwan Własow
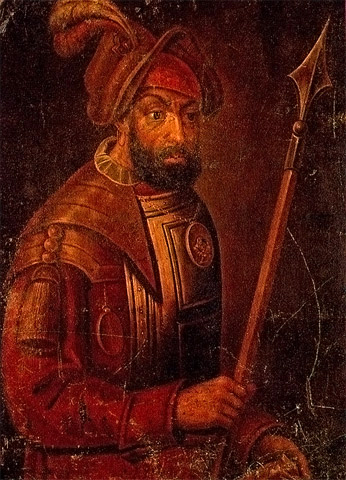
Jermak Timofiejewicz
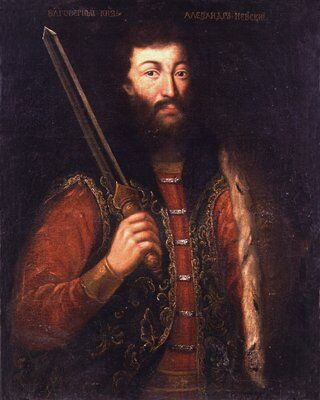
Aleksander Newski
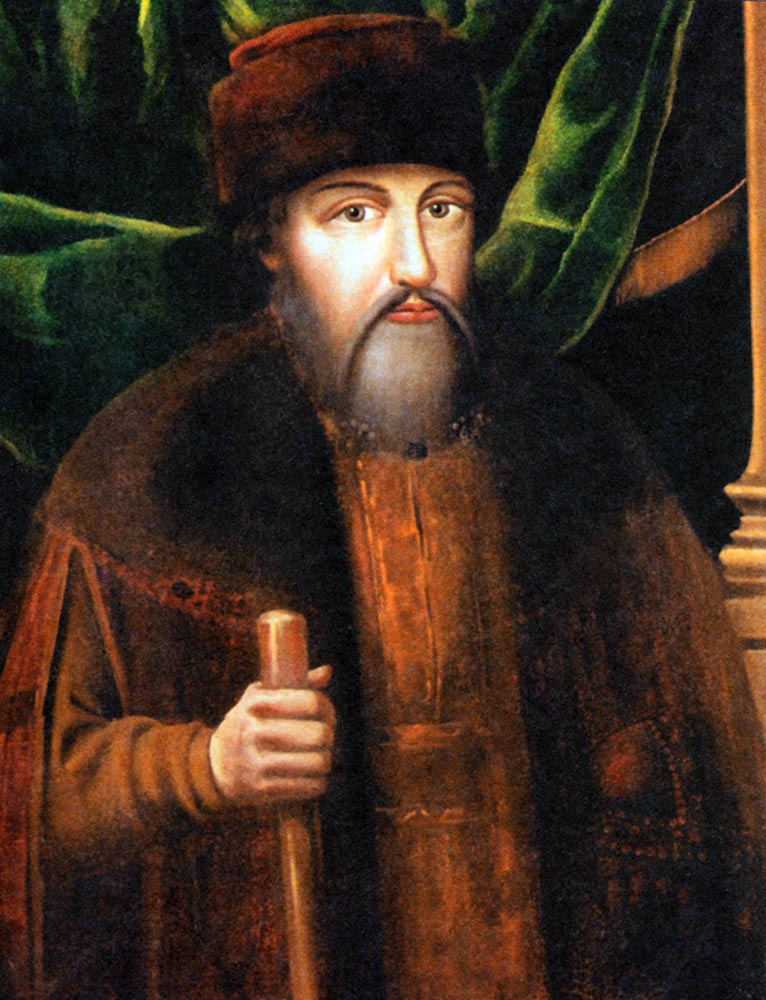
Tichon Streszniew
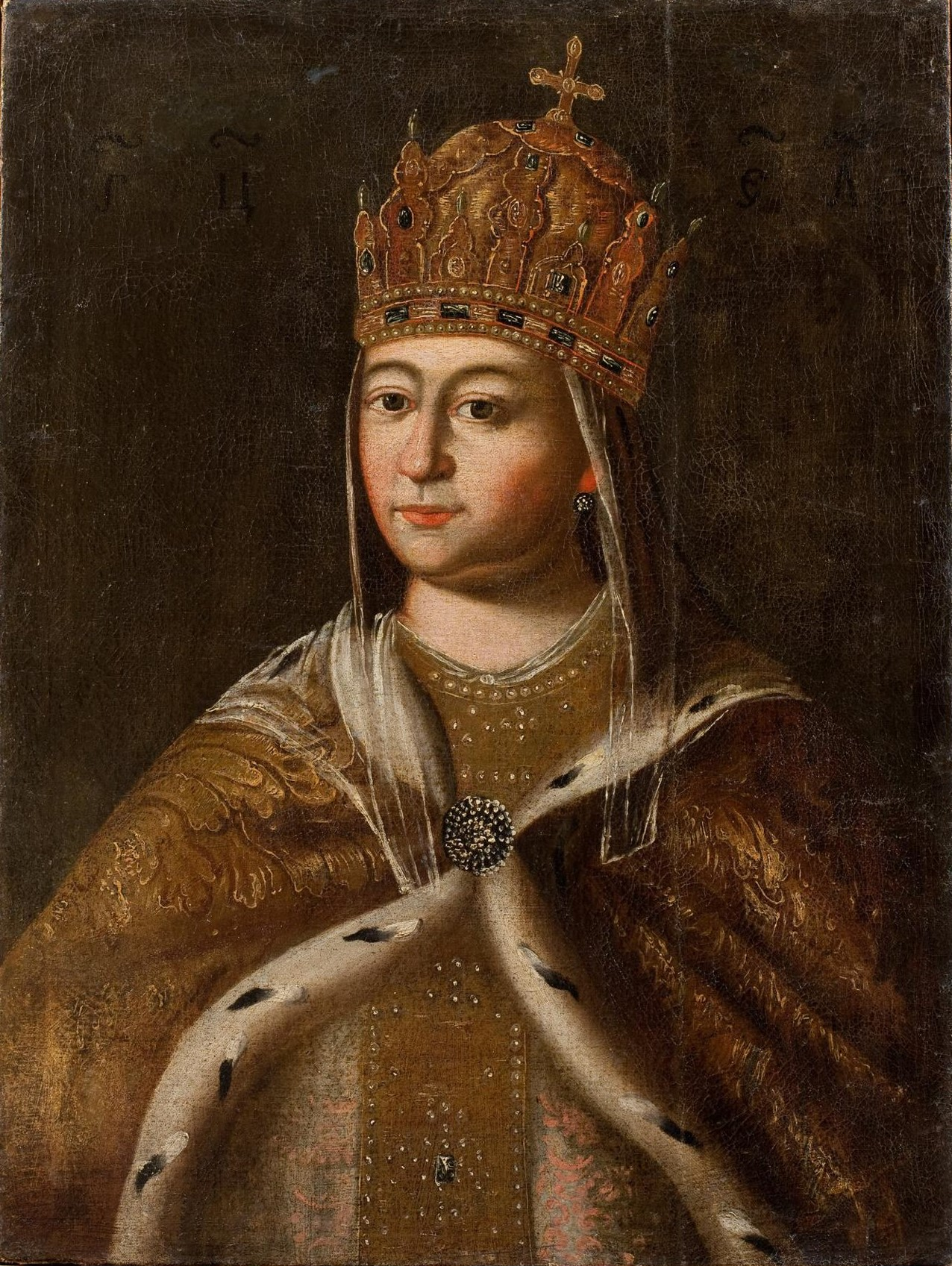
Eudoksja Strieszniewa
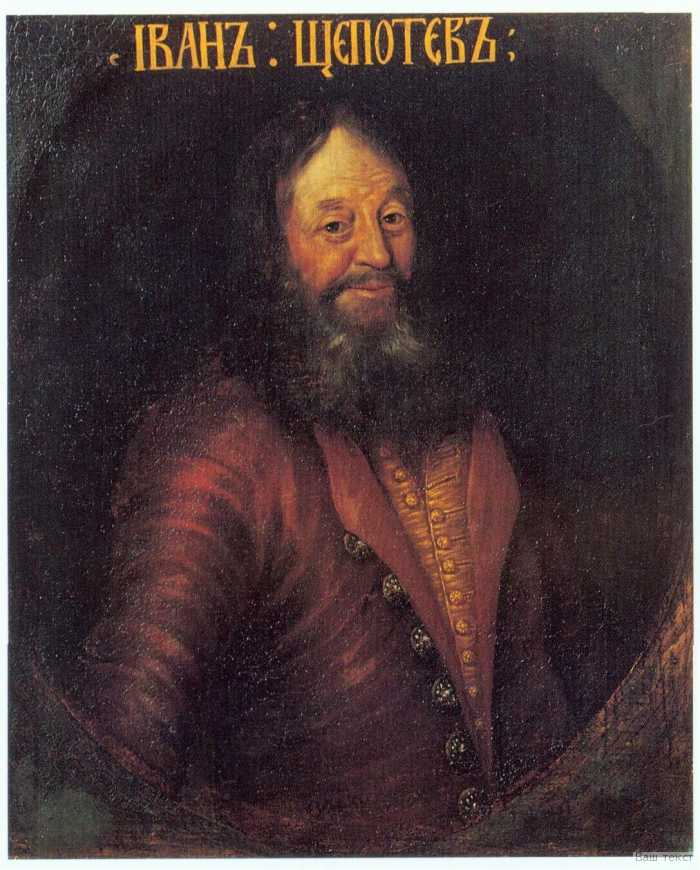
Iwan Szepotiev